# Iron Monkey
Iron Monkey (originele titel Siu nin Wong Fei Hung ji Tit Ma Lau) is een film uit Hongkong. De film gaat over de jeugdjaren van de Chinese volksheld Wong Fei Hung. De film is geregisseerd door Yuen Woo-Ping, de gevechts-choreograaf van The Matrix.

## Rolverdeling
| Acteur          | Personage                   |
| --------------- | --------------------------- |
| Donnie Yen      | Wong Kei-ying               |
| Yu Rongguang    | Yang Tianchun / Iron Monkey |
| Jean Wang       | Miss Orchid                 |
| Angie Tsang     | Wong Fei-hung               |
| Yen Shi-kwan    | Hin-hung                    |
| James Wong      | Cheng                       |
| Yuen Shun-yi    | Fox                         |
| Lee Fai         | White Eagle                 |
| Hsiao Ho        | zwaardman                   |
| Chun Kwai-bo    | Shaolin monnik              |
| Chan Siu-wah    | Shaolin monnik              |
| Chan Chi-man    | Shaolin monnik              |
| Yip Choi-nam    | Shaolin monnik              |
| Cheung Fung-lei |                             |
| Shut Mei-yee    | adviseur                    |
| Duen Wai-lun    | atient                      |
| Dang Tai-who    | bendeleider                 |
| Wong Kim-ban    | bendelid                    |
| Ling Chi-hung   |                             |
| Lam Chi-tai     |                             |
| Dion Lam        |                             |